# 스페이스 (소프트웨어)
스페이스(Spaces)는 맥 OS X 레퍼드에 선보인 맥 OS X의 가상 데스크톱 기능이다. 스티브 잡스가 애플 세계 개발자 회의의 오프닝 키노트 중에 2006년 8월 7일 발표하였다. 맥 OS X 라이언 기준으로 미션 컨트롤에 통합되었다.
스페이스는 사용자들이 고유한 필요나 취미에 맞게 여러 개의 가상 데스크톱을 만들 수 있게 한다.